# Southeast Roseau, Minnesota
Đông Nam Roseau (tiếng Anh: Southeast Roseau) là một lãnh thổ chưa tổ chức thuộc quận Roseau, tiểu bang Minnesota, Hoa Kỳ. Năm 2010, dân số của lãnh thổ này là 231 người.